# Pillsbury Tower
Der Pillsbury Tower ist der 1295 m hohe Überrest eines Vulkankegels an der Eights-Küste des westantarktischen Ellsworthlands. Er ragt mit einer unverschneiten und kliffartigen Nordflanke und einer gemächlich ansteigenden Südflanke unmittelbar an der Basis des Gebirgskamms Avalanche Ridge in den Jones Mountains auf. Mit seinem dunklen Gestein, das sich bis zu 100 m über das umgebende Areal erhebt, ist der Vulkankegel die weithin markanteste Landmarke.
Kartiert wurde er bei einer von der University of Minnesota von 1960 bis 1961 unternommenen Expedition zu den Jones Mountains. Namensgebend ist die Pillsbury Hall, ein Gebäude auf dem Campus der Universität, welches die Fakultät für Geologie beheimatet.